# Fontenay-en-Vexin
Fontenay-en-Vexin (até 2015: Fontenay) foi uma antiga comuna francesa na região administrativa da Normandia, no departamento de Eure. Estendia-se por uma área de 6,69 km². Em 2010 a comuna tinha 325 habitantes (densidade: 48,6 hab./km²).
Em 1 de janeiro de 2016, foi incorporada a nova comuna de Vexin-sur-Epte.